# De La Nature
De la nature ( grec ancien : Περὶ φύσεως   ) est le nom d'un traité philosophique écrit par le philosophe grec Epicure, qui peut être considéré comme son œuvre principale. L'ouvrage comprenait 37 livres et consistait des conférences données par Epicure,.
L'ouvrage a pour la plupart disparu, mais quelques extraits ont survécu, compilés à partir de rouleaux de papyrus brûlés. Ils ont été trouvés dans la Villa des Papyrus à Herculanum. La plupart des papyrus survivants sont conservés à la Bibliothèque nationale de Naples. Des parties importantes du Livre II sont conservées au British Museum .
La Lettre d'Épicure à Hérodote semble être un résumé de De la nature, ou du moins des livres I à XIII. De même, le poème de Lucrèce De rerum natura suit probablement, à bien des égards, l'œuvre d'Épicure.
- Papyrus d'Herculanum

1. 1 2   A. A. Long, Hellenistic Philosophy, University of California Press, 1986, p. 18.
2. ↑  O'Keefe, « The Reductionist and Compatibilist Argument of Epicurus' On Nature, Book 25 », Phronesis, vol. 47,‎ 2002, p. 153–186 (DOI 10.1163/15685280260028377, JSTOR 4182694, lire en ligne).
3. ↑  David Sedley, Theophrastus: Reappraising the sources, Transaction Publishers, 1998 (ISBN 1560003286, lire en ligne), « Theophrastus and Epicurean Physics », p. 346.